# Queen: The eYe
Queen: The eYe ist ein Action-Adventure-Computerspiel, das 1998 bei Electronic Arts erschienen ist. Der Soundtrack besteht ausschließlich aus Liedern der Rockgruppe Queen, diese wurden jedoch speziell für das Spiel remixt. Auch Album-Cover oder Personen aus Liedtexten von Queen flossen in die Story mit ein.

## Handlung und Gameplay
Das Spiel spielt im Jahr 2140, in dem die Welt von einem Supercomputer namens „The Eye“ regiert wird. Man spielt den Agenten Dubroc, der bei „The Eye“ in Ungnade fällt und so zum Tod in der Arena verurteilt wird. Von da ab macht er sich auf den Weg, um „The Eye“ zu vernichten. Einige Storyelemente haben merklichen Einfluss auf das später erschienene Queen-Musical We Will Rock You genommen. Insgesamt muss der Spieler über 60 Rätsel lösen.
Das Spiel erschien auf 5 CD-ROMs; auf jeder befindet sich ein Level des Spiels. Außerdem ist es möglich den Soundtrack auf jeder CD als normale Audio-CD anzuhören.

## Misserfolg und Grafik
Trotz der Popularität Queens verkaufte sich das Spiel eher schlecht, Gründe hierfür waren vor allen, dass das Spiel im Vorfeld zu wenig beworben wurde und dass die Grafik beim Erscheinen des Spiels bereits nicht mehr zeitgemäß war. Diese enthielt gerenderte SVGA-Hintergründe und aufwendige Animationen, die durch das Motion-Capture-Verfahren entstanden sind.

## Buch
Ebenfalls 1998 erschien vom Verlag Smithmark ein 160 Seiten starkes Buch zum Spiel mit über 300 Abbildungen und einer CD-ROM mit Musik.

## Soundtrack

### CD 1 – The Arena Domain
1. "Data track" (enthält "Arboria") – 22:22
2. "Made in Heaven" (loop) – 1:08
3. "I Want It All" (instrumental, remix) – 4:43
4. "Dragon Attack" (instrumental, remix) – 4:23
5. "Fight From the Inside" (instrumental) – 3:03
6. "Hang on in There" (intro) – 0:57
7. "In the Lap of the Gods...Revisited" (edit, vocals) – 0:32
8. "Modern Times Rock ’n’ Roll" (instrumental) – 1:44
9. "More of That Jazz" (instrumental) – 4:30
10. "We Will Rock You" (commentary mix) – 0:58
11. "Liar" (intro) – 1:26
12. "The Night Comes Down" (intro) – 0:48
13. "Party" (instrumental) – 2:26
14. "Chinese Torture" (usual version) – 1:44
15. "I Want It All" (instrumental, remix) – 4:53

### CD 2 – The Works Domain
1. "Data track" – 25:45
2. "Mustapha" (intro, vocals) – 0:26
3. "Mother Love" (instrumental) – 4:16
4. "You Take My Breath Away" (instrumental) – 3:15
5. "One Vision" (intro) – 0:32
6. "Sweet Lady" (edit, vocals) – 1:03
7. "Was It All Worth It" (instrumental, edit) – 1:57
8. "Get Down, Make Love" (instrumental, remix) – 3:49
9. "Heaven for Everyone" (instrumental) – 5:36
10. "Hammer to Fall" (instrumental) – 4:22
11. "Tie Your Mother Down" (intro) – 0:39
12. "One Vision" (instrumental, remix) – 2:27
13. "It’s Late" (edit, vocals) – 1:08
14. "Procession" (usual version) – 1:14
15. "Made in Heaven" (instrumental, remix) – 5:24

### CD 3 – The Theatre Domain
1. "Data track" – 21:53
2. "It’s a Beautiful Day" (remix) – 1:38
3. "Don’t Lose Your Head" (instrumental) – 1:59
4. "Princes of the Universe" (instrumental, remix) – 1:08
5. "A Kind of Magic" (instrumental) – 4:25
6. "Gimme the Prize" (remix, vocals) – 4:03
7. "Bring Back That Leroy Brown" (edit, vocals) – 0:27
8. "Ha Ha Ha, It’s Magic!" (vocal sample) – 0:06
9. "You Don’t Fool Me" (instrumental) – 5:58
10. "Let Me Entertain You" (instrumental, intro) – 0:49
11. "Khashoggi’s Ship" (instrumental) – 1:37
12. "Forever" (usual version) – 3:21
13. "Don’t Try So Hard" (edit, vocals) – 1:35
14. "Was It All Worth It" (intro) – 0:37

### CD 4 – The Innuendo Domain
1. "Data track" – 25:40
2. "Brighton Rock" (intro) – 0:13
3. "I’m Going Slightly Mad" (instrumental) – 2:40
4. "Bijou" (instrumental, edit) – 1:27
5. "Khashoggi’s Ship" (instrumental) – 1:37
6. "The Show Must Go On" (instrumental, remix) – 4:26
7. "The Hitman" (instrumental, edit) – 1:07
8. "Too Much Love Will Kill You" (edit, vocals) – 1:50
9. "I Can’t Live With You" (instrumental, remix) – 4:40
10. "Love of My Life" (harp intro only) – 0:04

### CD 5 – The Final Domain
1. "Data track" – 21:48
2. "Death on Two Legs" (intro) – 0:40
3. "Death on Two Legs" (instrumental) – 3:07
4. "Ride the Wild Wind" (instrumental, remix) – 4:45
5. "Headlong" (instrumental) – 4:53
6. "Breakthru" (instrumental) – 2:07
7. "Hammer to Fall" (instrumental) – 4:32
8. "Gimme the Prize" (instrumental, remix) – 4:12
9. "The Hitman" (instrumental, remix) – 2:40
10. "Don’t Lose Your Head" (usual version) – 4:40
11. "Gimme the Prize" (vocals, remix) – 4:11